# Bardzice
Bardzice – wieś w Polsce, położona w województwie mazowieckim, w powiecie radomskim, w gminie Kowala. Ma status sołectwa.
Pierwsze informacje o miejscowości Barzyce pochodzą z 1418 r. Nazwa wsi wywodzi się od staropolskiego imienia „Barz”, „Barzy”. Kolejna wzmianka o tej miejscowości pochodzi z 1452 r. Bardzice były prywatną wsią należącą do drobnej szlachty. 
Ród rycerski mieszkający w Bardzicach przyjął w XVI w. nazwisko Barzyckich. Spis informuje o Stanisławie i Andrzeju Barzyckich, którzy posiadali półtora łana ziemi. Pozostała część Bardzic (pół łana) należała do Stanisława Strykowskiego. Po Barzyckich wieś stała się własnością Gęborowskich. W 1662 r. właścicielem wsi był Wojciech Rudzki, a w XVIII w. przedstawiciele możnego rodu Dehnhoffów. Pod koniec XVIII w. Bardzice stały się własnością Tymińskich, a później Popielów. W pierwszej połowie XIX w. właścicielami Bardzic stali się Badowscy. W 1801 roku Jan Badowski kupił Bardzice od Jana Popiela i jego małżonki Maryanny z Kaplińskich. W 1825 roku, po przymusowym wywłaszczeniu Jana Badowskiego, dobra Bardzice kupiła jego była żona Tekla z Dłuskich Badowska. Po jej śmierci w 1836 roku wieś Bardzice przeszła w spadku na jedynego syna Jana i Tekli - Tadeusza Franciszka Antoniego Badowskiego. Po jego śmierci w 1859 roku dobra Bardzice kupił Marcin Dunin Sulgostowski, który już rok później, w 1860 r., sprzedał je Michałowi Nalepińskiemu. W 1875 roku Bardzice w drodze przymusowego wywłaszczenia zostały zakupione przez Zofię Przychodzką, która po kilku miesiącach odsprzedała je Karolowi i Rozynie Dűerr, Janowi i Annie Dűerr oraz Fryderykowi i Rozynie Bauer.
W 1827 r. wieś liczyła 18 domów mieszkalnych i 130 mieszkańców. W 1864 Bardzice weszły w skład gminy Gębarzew, tu znajdowała się siedziba urzędu gminy (do 1954).
Ziemia folwarczna we wsi została w części rozparcelowana i powstała wtedy wieś o nazwie Kolonia Bardzice, licząca w 1921 r. 41 domów. Wieś Bardzice liczyła wówczas 13 budynków mieszkalnych. Ostatnim właścicielem ziemskim w Bardzicach był Jan Gajewski, do którego należał również majątek Chomentów Socha.
W latach 1955–1956 do Bardzic przeniesiono wraz z wyposażeniem modrzewiowy kościół z Białobrzegów. Jest on wpisany do rejestru zabytków. Kościół został wzniesiony w latach 1771-1773 w Białobrzegach z fundacji Pawła Boskiego, podkomorzego Czerskiego.
W latach 1954–1972 wieś należała i była siedzibą władz gromady Bardzice. W latach 1975–1998 miejscowość administracyjnie należała do województwa radomskiego.
Na terenie wsi ma siedzibę  rzymskokatolicka parafia pod wezwaniem św. Andrzeja Boboli oraz Publiczna Szkoła Podstawowa im. Noblistów Polskich w Bardzicach. Miejscowość znajduje się na pętli radomskiej szlaku krajoznawczego Drewniane Skarby Mazowsza.